# Saint-Pierre-Laval
Saint-Pierre-Laval är en kommun i departementet Allier i regionen Auvergne-Rhône-Alpes i de centrala delarna av Frankrike. Kommunen ligger  i kantonen Lapalisse som ligger i arrondissementet Vichy. År 2022 hade Saint-Pierre-Laval 365 invånare.

## Befolkningsutveckling
Antalet invånare i kommunen Saint-Pierre-Laval
Referens: INSEE